# Folkwang
Folkwang (altnordisch Fólkvangr „Volksfeld“) ist in der nordischen Mythologie einer der Götterpaläste in Asgard und Wohnsitz der Göttin Freya. Hier befindet sich der Saal Sessrumnir, der neben Walhall einen der beiden großen Säle bildet, in welche die gefallenen Helden nach ihrem Tod Einzug halten.

„Volkwang ist die neunte: da hat Freyja Gewalt

Die Sitze zu ordnen im Saal.

Der Walstatt Hälfte wählt sie täglich,

Odin hat die andre Hälfte.“

## Folkwang-Gedanke
Karl Ernst Osthaus entwickelte Anfang des 20. Jahrhunderts den „Folkwang-Gedanken“ (auch „Folkwang-Konzept“), wonach Kunst und Leben versöhnbar seien. Ausgehend davon wurden mehrere kulturelle Einrichtungen gegründet, die den Namen Folkwang tragen bzw. trugen. 
Dazu gehören:
- Museum Folkwang, Essen, eröffnet 1902
- Folkwang-Verlag, gegründet 1919
- Kunstring Folkwang (bis 1922 Essener Kunstverein, danach Kunstverein Folkwang), mit rund 6.000 Mitgliedern (März 2013)
- Folkwang Fachschule für Gestaltung (ehemalige Kunstgewerbeschule), Essen, gegründet 1928
- Folkwang Kammerorchester Essen, gegründet 1958
- Folkwang-Musikschule der Stadt Essen, gegründet 1974
- Folkwang Universität der Künste für Musik, Theater, Tanz, Gestaltung, Wissenschaft

### Ausstellungen
- 2012/13: Der Folkwang Impuls. Das Museum von 1902 bis heute, im Osthaus Museum Hagen